# Vladimir Granat
Vladimir Vasiljevitsj Granat (Russisch: Владимир Васильевич Гранат) (Oelan-Oede, 22 mei 1987) is een Russisch voormalig professioneel voetballer die doorgaans speelde als centrale verdediger. Tussen 2004 en 2022 was hij actief voor Zvezda Irkoetsk, Dinamo Moskou, Sibir Novosibirsk, FK Rostov, Spartak Moskou, FK Rostov, Roebin Kazan en Olimp-Dolgoproedni. Granat maakte in 2013 zijn debuut in het Russisch voetbalelftal en kwam uiteindelijk tot dertien interlandoptredens.

## Clubcarrière
Granat speelde in de jeugd bij Zvezda Irkoetsk en bij die club brak hij in 2004 dan ook door in het eerste elftal. De verdediger verscheen in 2005 op de radar van Dinamo Moskou. De Moskovieten namen hem over, maar nadat hij anderhalf seizoen lang niet was uitgekomen voor de club werd hij gedurende zes maanden verhuurd aan Sibir Novosibirsk. Daar speelde hij zeven wedstrijden en na zijn terugkeer in de Russische hoofdstad, werd hij een vaste basisspeler in de opstelling van Dinamo. Alleen in het kalenderjaar 2008 kwam hij slechts in elf duels uit voor de club, maar verder was hij een vaste keuze. In 2016 maakte Granat de overstap naar FK Rostov, waar hij zijn handtekening zette onder een verbintenis voor de duur van drie seizoenen. Na één seizoen bij Rostov verkaste de centrumverdediger naar Roebin Kazan. Hier tekende hij tot medio 2020. Na afloop van zijn contract vertrok Granat bij Roebin Kazan en in februari 2021 tekende hij tot het einde van het seizoen bij Olimp-Dolgoproedni. Medio 2021, na het kampioenschap in de Tweede divisie groep 2, stopte hij bij Olimp-Dolgoproedni maar maakte in februari 2022 zijn rentree bij de club in de Eerste divisie, tot het einde van het seizoen. In de zomer van 2022 besloot Granat op vijfendertigjarige leeftijd een punt te zetten achter zijn actieve loopbaan.

## Interlandcarrière
Granat werd in 2012 opgenomen in de selectie van het Russisch voetbalelftal voor het Europees kampioenschap, al had hij tot op dat moment nog niet gespeeld voor het nationale team. Hij maakte zijn debuut pas op 6 september 2013, toen er met 4–1 gewonnen werd van Luxemburg. De verdediger mocht van bondscoach Fabio Capello in de basis beginnen en hij speelde de volledige negentig minuten mee. Granat werd in mei 2018 door bondscoach Stanislav Tsjertsjesov opgenomen in de Russische selectie voor het wereldkampioenschap in eigen land. Rusland haalde de kwartfinale, waarin na strafschoppen verloren werd van Kroatië. In een van de vijf wedstrijden van Rusland op het WK speelde Granat mee.
| Interlands van Vladimir Granat voor Rusland | Interlands van Vladimir Granat voor Rusland | Interlands van Vladimir Granat voor Rusland | Interlands van Vladimir Granat voor Rusland | Interlands van Vladimir Granat voor Rusland | Interlands van Vladimir Granat voor Rusland | Interlands van Vladimir Granat voor Rusland |
| №                                           | Datum                                       | Wedstrijd                                   | Uitslag                                     | Competitie                                  | Goals                                       |                                             |
| Als speler bij Dinamo Moskou                | Als speler bij Dinamo Moskou                | Als speler bij Dinamo Moskou                | Als speler bij Dinamo Moskou                | Als speler bij Dinamo Moskou                | Als speler bij Dinamo Moskou                | Als speler bij Dinamo Moskou                |
| ------------------------------------------- | ------------------------------------------- | ------------------------------------------- | ------------------------------------------- | ------------------------------------------- | ------------------------------------------- | ------------------------------------------- |
| 1                                           | 6 september 2013                            | Rusland – Luxemburg                         | 4 – 1                                       | WK 2014 kwalificatie                        |                                             |                                             |
| 2                                           | 11 oktober 2013                             | Luxemburg – Rusland                         | 0 – 4                                       | WK 2014 kwalificatie                        |                                             |                                             |
| 3                                           | 15 november 2013                            | Rusland – Servië                            | 1 – 1                                       | Vriendschappelijk                           |                                             |                                             |
| 4                                           | 19 november 2013                            | Rusland – Zuid-Korea                        | 2 – 1                                       | Vriendschappelijk                           |                                             |                                             |
| 5                                           | 6 juni 2014                                 | Rusland – Marokko                           | 2 – 0                                       | Vriendschappelijk                           |                                             |                                             |
| 6                                           | 3 september 2014                            | Rusland – Azerbeidzjan                      | 4 – 0                                       | Vriendschappelijk                           | 81'                                         |                                             |
| 7                                           | 9 oktober 2014                              | Zweden – Rusland                            | 1 – 1                                       | EK 2016 kwalificatie                        |                                             |                                             |
| 8                                           | 12 oktober 2014                             | Rusland – Moldavië                          | 1 – 1                                       | EK 2016 kwalificatie                        |                                             |                                             |
| 9                                           | 18 november 2014                            | Hongarije – Rusland                         | 1 – 2                                       | Vriendschappelijk                           |                                             |                                             |
| Als speler bij Roebin Kazan                 |                                             |                                             |                                             |                                             |                                             |                                             |
| 10                                          | 23 maart 2018                               | Rusland – Brazilië                          | 0 – 3                                       | Vriendschappelijk                           |                                             |                                             |
| 11                                          | 27 maart 2018                               | Rusland – Frankrijk                         | 1 – 3                                       | Vriendschappelijk                           |                                             |                                             |
| 12                                          | 30 mei 2018                                 | Oostenrijk – Rusland                        | 1 – 0                                       | Vriendschappelijk                           |                                             |                                             |
| 13                                          | 1 juli 2018                                 | Spanje – Rusland                            | 1 – 1 (3 – 4 w.n.s.)                        | WK 2018                                     |                                             |                                             |